# Албан
Албан (фр. Albens) насеље је и општина у источној Француској у региону Рона-Алпи, у департману Савоја која припада префектури Шамбери.
По подацима из 2011. године у општини је живело 3.371 становника, а густина насељености је износила 220,33 становника/km². Општина се простире на површини од 15,3 km². Налази се на средњој надморској висини од 353 метара (максималној 685 m, а минималној 329 m).

## Демографија
| 1962. | 1968. | 1975. | 1982. | 1990. | 1999. | 2011. |
| ----- | ----- | ----- | ----- | ----- | ----- | ----- |
| 1.548 | 1.588 | 1.661 | 2.150 | 2.439 | 2.650 | 3.371 |

График промене броја становника у току последњих година